# 宋光祖
宋光祖（1939年—2013年9月1日），上海南汇人。中华人民共和国戏曲家。
担任上海戏剧学院教授，擅长戏曲创作理论，著有教材《戏曲写作论》、《中国戏曲名著选读》、《“红楼”戏曲概述》、《名伶名剧赏析》等。2013年去世。